# Vektor R4
R4 — автомат, розроблений наприкінці 1970-х років південно-африканської компанією Vektor (підрозділом військово-промислового концерну DENEL) на основі ізраїльського автомата Galil.

## Опис
Основні вузли R4 повторюють конструкцію автомата Калашникова (на основі якого був створений Galil). Ствол забезпечений спеціальним полум'ягасником, що передбачають можливість метання гвинтівкових гранат. УСМ дозволяє вести вогонь одиночними і безперервними чергами. Запобіжник-перекладач режимів розташований з правого боку ствольної коробки і продубльований невеликим важелем ліворуч на пістолетної рукоятки. Розміри приклада, пістолетної рукоятки і цівки були збільшені у зв'язку з більш великим статурою південноафриканців щодо ізраїльтян. Складаний вліво приклад виконаний з полімеру. Автомат забезпечений складається двоногій сошкою. 

## Варіанти
- R5 - розроблений в 1980-х роках варіант з укороченим стволом і цівкою. Не має сошок і можливості метання гранат зі ствола.
- R6 - розроблена в 1990-х роках надкомпактна версія автомата, призначена для використання десантниками та екіпажами бойових машин.
- LM4, LM5, LM6 - самозарядні варіанти R4, R5 і R6 відповідно для цивільного ринку.